# Bajonet (fotografie)

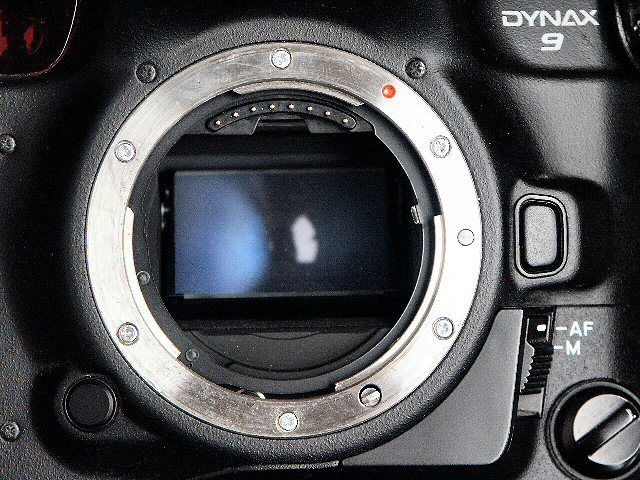
Bajonet na fotoaparátu Minolta Dynax 9

Fotografický bajonet je důležitou součástí moderních fotoaparátů. Umožňuje připojit výměnný objektiv na tělo fotoaparátu. Toto připojení dříve bývalo pouze mechanické. Nyní už jsou bajonety častěji mechanicko-elektronické. Slouží nejen k mechanickému uchycení, ale také k přenosu elektronických pokynů mezi dvěma zmíněnými komponenty skrze sadu kontaktů (pinů). Přes kontakty se přenáší informace o typu objektivu, cloně, nastaveném ohnisku, ovládání motorového zoomu a ostřícího motorku. Díky bajonetu lze objektivy rychle a efektivně vyměňovat. Umí udržet přesnou komunikaci nezbytnou pro optimalizaci fotografických funkcí. Bajonet je součástí pojmu systémový fotoaparát.

## Typy bajonetů a jejich komunikace
V bajonetu se nacházejí 3 až 4 západky, které slouží k pevnému zajištění objektivu. V minulosti se objektivy uchycovaly také zámkem se šroubovým závitem.
Pomůckou pro nasazení objektivu na bajonet jsou značky na obou komponentech (obvykle barevné tečky). Bajonet a objektiv se zarovná značkami k sobě, nasadí a otočí objektivem ve směru nebo proti směru hodinových ručiček (v závislosti na značce viz níže). Po správném nasazení se ozve cvaknutí. Odpojení objektivu se provádí pomocí stlačení tlačítka vedle objektivu a následným otočením.
| Značka   | Směr připojení                 | Směr odpojení                  |
| Canon    | Ve směru hodinových ručiček    | Proti směru hodinových ručiček |
| Fujifilm | Ve směru hodinových ručiček    | Proti směru hodinových ručiček |
| Leica    | Ve směru hodinových ručiček    | Proti směru hodinových ručiček |
| Nikon    | Proti směru hodinových ručiček | Ve směru hodinových ručiček    |
| Olympus  | Ve směru hodinových ručiček    | Proti směru hodinových ručiček |
| Pentax   | Ve směru hodinových ručiček    | Proti směru hodinových ručiček |
| Sony     | Ve směru hodinových ručiček    | Proti směru hodinových ručiček |

Na trhu se nachází celá řada typů bajonetů, ale nemusí být vždy kompatibilní s každým objektivem. Některé systémy jsou určeny pouze pro jednoho výrobce (např. Canon EF a Nikon F), jiné fungují jako standard pro více výrobců (např. m4/3). Kupříkladu Panasonic a Olympus nebo také Miko a Fuji využívají jednotný typ bajonetu.
Informaci o tom, jaký objektiv lze připojit k bajonetu na daném fotoaparátu, by měla společnost uvádět v manuálu.

## Velikost snímače
Někdy se může vyskytnout problém, i přesto, že lze objektiv našroubovat na fotoaparát. Každý objektiv je vyroben pro určitou velikost snímače. Pokud se velikosti liší, fotoaparát bude s tímto objektivem fungovat, ale snímek se ořízne.

## Redukce/adaptéry bajonetu
Adaptér bajonetu je zařízení, které umožňuje připojit objektiv pro určitý bajonet na tělo fotoaparátu s jiným bajonetem. Existují mechanické a elektronické/automatické redukce. Mechanické nepřenáší elektronické informace jako clonu, TTL nebo třeba autofocus a poskytují pouze mechanické připnutí k fotoaparátu, zatímco elektronické umožňují přenos všech funkci.
Pomocí adaptéru lze připevnit objektiv pro zrcadlovky na bezzrcadlovky. Opačně to nelze. Důvodem jsou nejen jiné rozměry, ale hlavně odsazení snímače od zadního optického členu, který by zacláněl zrcátku v zrcadlovce.